# (473014) 2015 HQ42
(473014) 2015 HQ42 es un asteroide perteneciente al cinturón de asteroides, descubierto el 8 de agosto de 2004 por el equipo del Lincoln Near-Earth Asteroid Research desde el Laboratorio Lincoln, Socorro, Nuevo México.

## Designación y nombre
Designado provisionalmente como 2015 HQ42.

## Características orbitales
2015 HQ42 está situado a una distancia media del Sol de 2,455 ua, pudiendo alejarse hasta 2,859 ua y acercarse hasta 2,050 ua. Su excentricidad es 0,164 y la inclinación orbital 3,564 grados. Emplea 1405 días en completar una órbita alrededor del Sol.

## Características físicas
La magnitud absoluta de 2015 HQ42 es 17,1.